# Each Dawn I Die
Each Dawn I Die is een Amerikaanse gangsterfilm in zwart-wit uit 1939 onder regie van William Keighley. De film is gebaseerd op de gelijknamige roman uit 1938 van Jerome Odlum en werd destijds in Nederland uitgebracht onder de titel De stad der gedoemden.

## Verhaal
Frank Ross werkt als journalist voor een grote krant die een onderzoek heeft ingesteld naar gouverneurskandidate en advocaat Jesse Hanley. Hanley luist hem er daarom in voor moord: Ross wordt veroordeeld voor 1 tot 20 jaar celstraf voor het dodelijk aanrijden van drie personen. In de gevangenis raakt hij bevriend met gangster Stacey, die een celstraf van 199 jaar uitzit. Stacey maakt een verleidelijk aanbod: hij zal zijn uiterste best doen om Ross' naam te zuiveren, op voorwaarde dat Ross hem helpt ontsnappen uit de rechtbank. Omdat zijn advocaat en liefje Joyce Conover niet in staat zijn om te bewijzen dat Ross onschuldig is, stemt Ross toe.
Om te zorgen dat Stacey toegang krijgt tot een rechtszaal, klaagt Ross hem aan voor de moord op gevangene Limpy. Tot ergernis van Stacey heeft Ross zijn krant ingelicht, waarop er talloze verslaggevers aanwezig zijn bij zijn rechtszaak. Het lukt Stacey om te ontsnappen uit de rechtszaal, maar hij komt zijn woord niet na en laat Ross in de steek. Ross wordt aansprakelijk gehouden voor de ontsnapping van Stacey en wordt vijf maanden lang vastgehouden in een isoleercel waarin hij dagelijks wordt gemarteld door wrede bewakers. 
Langzamerhand begint deze straf zijn tol te eisen op de mentale gezondheid van Ross: hij wordt steeds killer en verandert geleidelijk in een wrede crimineel. Hierbij komt kijken dat Hanley voorkomt dat Ross een eerlijke kans krijgt voor een vervroegde vrijlating. Ondertussen wordt Stacey door Joyce op de hoogte gesteld van de hoge prijs die Ross betaalt voor hun list en voelt zich schuldig. Hij is er inmiddels achtergekomen welke gevangene Ross heeft verraden aan de bewakers en keert vrijwillig terug naar de gevangenis om deze man te dwingen tot een bekentenis. Zijn pogingen leiden tot een grootschalige opstand in de gevangenis met een bloederige afloop. Stacey raakt zwaargewond, maar behaalt zijn doel, waarna Ross alsnog wordt vrijgesproken van moord en Hanley wordt aangehouden.

## Rolverdeling
| Acteur             | Personage                   |
| ------------------ | --------------------------- |
| James Cagney       | Frank Ross                  |
| George Raft        | "Hood" Stacey               |
| Jane Bryan         | Joyce Conover               |
| George Bancroft    | Bewaker John Armstrong      |
| Maxie Rosenbloom   | Gevangene Fargo Red         |
| Stanley Ridges     | Meuller                     |
| Alan Baxter        | Carlisle                    |
| Victor Jory        | W.J. Grayce                 |
| John Wray          | Pete Kassock                |
| Edward Pawley      | Dale                        |
| Willard Robertson  | Lang                        |
| Emma Dunn          | Mrs. Ross                   |
| Paul Hurst         | Garsky                      |
| Louis Jean Heydt   | Joe Lassiter                |
| Joe Downing        | Limpy Julien                |
| Thurston Hall      | Jesse Hanley                |
| William Davidson   | Bill Mason                  |
| Clay Clement       | Stacey's advocaat, Lockhart |
| Charles Trowbridge | de rechter                  |
| Harry Cording      | Temple                      |

## Productie
Aanvankelijk werden James Cagney, John Garfield en Ann Sheridan aangekondigd als hoofdrolspelers; Garfield werd later vervangen door George Raft en Sheridan door Jane Bryan. Ook Edward G. Robinson en Fred MacMurray werden op een gegeven moment genoemd als mogelijke tegenspeler.